# Gomphomacromia fallax
Gomphomacromia fallax – gatunek ważki z rodziny Synthemistidae. Występuje w zachodniej części Ameryki Południowej; stwierdzany od Ekwadoru do północno-zachodniej Argentyny.